# 신용 한도
신용 한도(credit limit)는 금융기관이나 기타 대출 기관이 특정 신용 한도(거래 한도)에 대해 채무자에게 제공하는 최대 신용 금액이다.
이 한도는 개인의 이자 지불 능력, 조직의 현금흐름, 신용카드 빚 상환 능력 등 다양한 요인에 따라 결정되며 잔액의 다른 모든 부분과 마찬가지로 소비자가 지불해야 할 의무이다. 이러한 요소는 종종 기관에서 신용 자격을 결정하는 데 사용하는 신용 점수로 요약된다. 총 채권 노출이 고객의 재무 능력과 일치하는지 확인하기 위해 신용 한도 계산이 수행되므로 각 구매자에 대해 신용 한도가 설정된다. 신용한도가 이론상 신용한도보다 낮을 경우에는 지급조건을 개선하거나 지급보증을 받아 미납액을 줄여야 한다.
한도에 도달했거나 초과한 신용 한도를 최대치라고 한다. 신용 한도가 최대치에 달하더라도 소비자가 한도 미만으로 떨어지도록 빚의 일부를 갚거나 채권자가 한도 연장에 동의하거나 채권자가 이를 허용하지 않는 한 더 이상의 활동에 사용할 수 없다. 한도 초과 수수료를 부과하여 추가 구매를 할 수 있다.